# Tabulae Rudolphinae

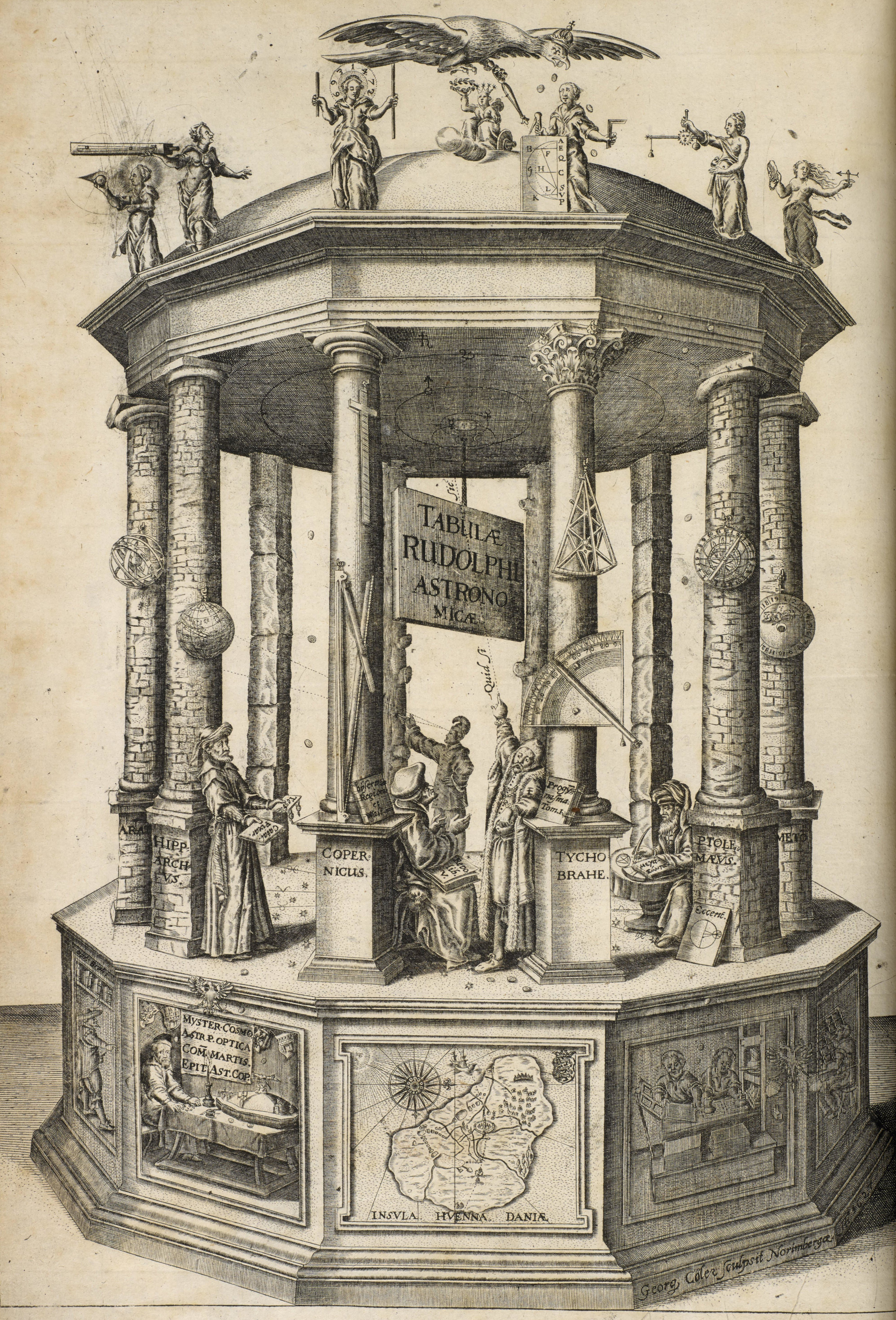
El frontispici de les Tabulae Rudolphinae celebra els grans astrònoms del passat: Aratus, Hiparc, Copèrnic, Ptolemeu, Meton i, sobretot, Tycho Brahe (sota la seva figura dempeus, un mapa al panell central del pedestal representa l' illa de Hven, seu de Observatori de Brahe Uranienborg).

Les Tabulae Rudolphinae (anglès: Rudolphine Tables) consisteixen en un catàleg d'estrelles i taules planetàries publicades per Johannes Kepler el 1627, utilitzant dades d'observació recollides per Tycho Brahe (1546–1601). Les taules reben el seu nom en memòria de Rudolf II, emperador del Sacre Imperi Romanogermànic, a l'ofici del qual Brahe i Kepler havien començat a treballar sobre les taules. L'objectiu principal de les taules de Rudolphine era permetre el càlcul de les posicions dels planetes coneguts aleshores del Sistema Solar, i eren considerablement més precises que les taules anteriors.

## Taules anteriors
Les taules d'estrelles s'havien produït durant molts segles i s'utilitzaven per establir la posició dels planetes en relació amb les estrelles fixes (en particular les dotze constel·lacions utilitzades en astrologia) en una data específica per tal de construir horòscops. Fins a finals del segle XVI, es van estar utilitzant les taules alfonsines, del segle XIII amb actualitzacions periòdiques, tot i que no eren molt precises en ser un traducció de les d'Al Fargani les quals, apart que es basaven en un model ptolemaic i geocèntric del Sistema Solar, tenien errors de càlcul.
El 1551, després de la publicació de De revolutionibus orbium coelestium de Nicholas Copèrnic, Erasmus Reinhold va publicar les Taules Prutèniques basades en un model heliocèntric del Sistema Solar, però aquestes no eren més precises que les taules anteriors. Tanmateix, els càlculs ben fets en el model geocèntric són perfectament vàlids en el model geocèntric, ja que avui dia en la resolució de problemes astronòmics se sol suposar la terra quieta com centre d'una esfera terrestre mòbil.

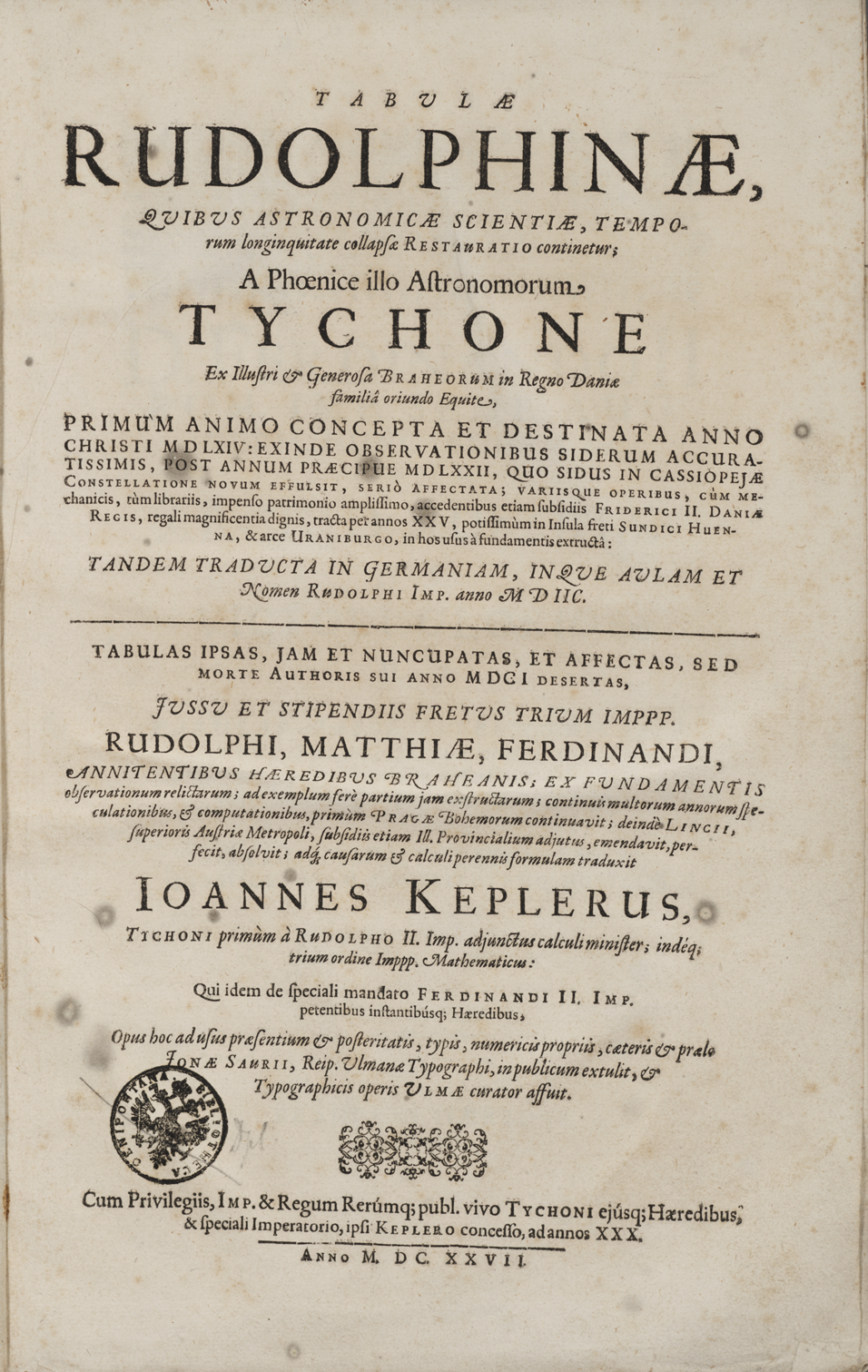
Portada.

## Observacions i preludi
Les observacions subjacents a les taules de Rudolphine van ser realitzades per Tycho Brahe i el seu equip. Les mesures de Brahe eren molt més precises que les disponibles anteriorment. Va treballar amb instruments elaborats per determinar les posicions precises dels planetes i les estrelles al cel, però no tenia telescopi.
Brahe havia rebut el suport del rei danès Frederic II i havia construït un observatori a l'illa de Hven durant els anys 1576–1596. Quan el rei va morir, Brahe es va traslladar a Praga i es va convertir en l'astrònom imperial oficial de l'emperador Rodolf II. Allà se li va unir Kepler el 1600, i Rudolf els va ordenar que publiquessin les taules. Mentre Tycho Brahe va afavorir un model geo-heliocèntric del sistema solar en què el Sol i la Lluna giren al voltant de la Terra i els planetes giren al voltant del Sol, Kepler va defensar un model heliocèntric de copèrnic
Quan Tycho Brahe va morir el 1601, Kepler es va convertir en el matemàtic imperial oficial. En estudiar les dades de Brahe, va trobar les seves tres lleis del moviment planetari, que va publicar el 1609 i el 1619. L'emperador Rodolf va morir el 1612 i Kepler va abandonar Praga.

## Composició i publicació
Les taules es van anticipar durant molts anys, i les peticions per la seva publicació van arribar fins a l'Índia i els missioners jesuïtes a la Xina. A part dels obstacles externs, el mateix Kepler es va abstenir d'una empresa tan monumental que implicava càlculs tediosos sense fi. Va escriure en una carta a un corresponsal venecià, preguntant amb impaciència per les taules: "Us suplico, amics meus, no em condemneu del tot a la cinta de córrer dels càlculs matemàtics, i deixeu-me temps per a especulacions filosòfiques que són el meu únic plaer". Finalment es van acabar a finals de 1623.
En els seus intents de finançar la impressió de les taules, Kepler va començar reclamant els endarreriments que li devia Rudolph. Des de la Cort Imperial de Viena va ser enviat a altres tres pobles a les quals es va traslladar el deute. Després d'un any de vagar pel país, finalment va poder recaptar 2000 florins (dels 6299 que li deuen), que van ser suficients per pagar el paper. Va pagar la impressió de la seva butxaca. Inicialment s'havia d'imprimir a Linz, on residia aleshores, però el caos de la Guerra dels Trenta Anys (primer la guarnició de soldats a la ciutat, després del qual un setge a la pagesia revoltada, que gairebé va resultar en la crema del manuscrit) el va impulsar a marxar. Va començar de nou l'empresa a Ulm. Allà, després de moltes baralles amb l'impressor Jonas Saur, la primera edició d'un miler d'exemplars es va completar el setembre de 1627, a temps per a la llibreria anual de la Fira de Frankfurt.
Mentre publicava les Taules de Rudolphine, Kepler va tenir dificultats per lluitar contra els nombrosos parents de Tycho. Durant el procés de publicació, aquests familiars van intentar reiteradament aconseguir el control de les observacions i el benefici de la publicació de les taules.
Tycho tenia la intenció de dedicar les taules a l'emperador Rodolf II, però el 1627, quan es van publicar les taules, Rodolf II havia estat mort durant 15 anys, de manera que les taules estaven dedicades a l'emperador Ferran II però reben el nom de Rodolf II.

## Continguts

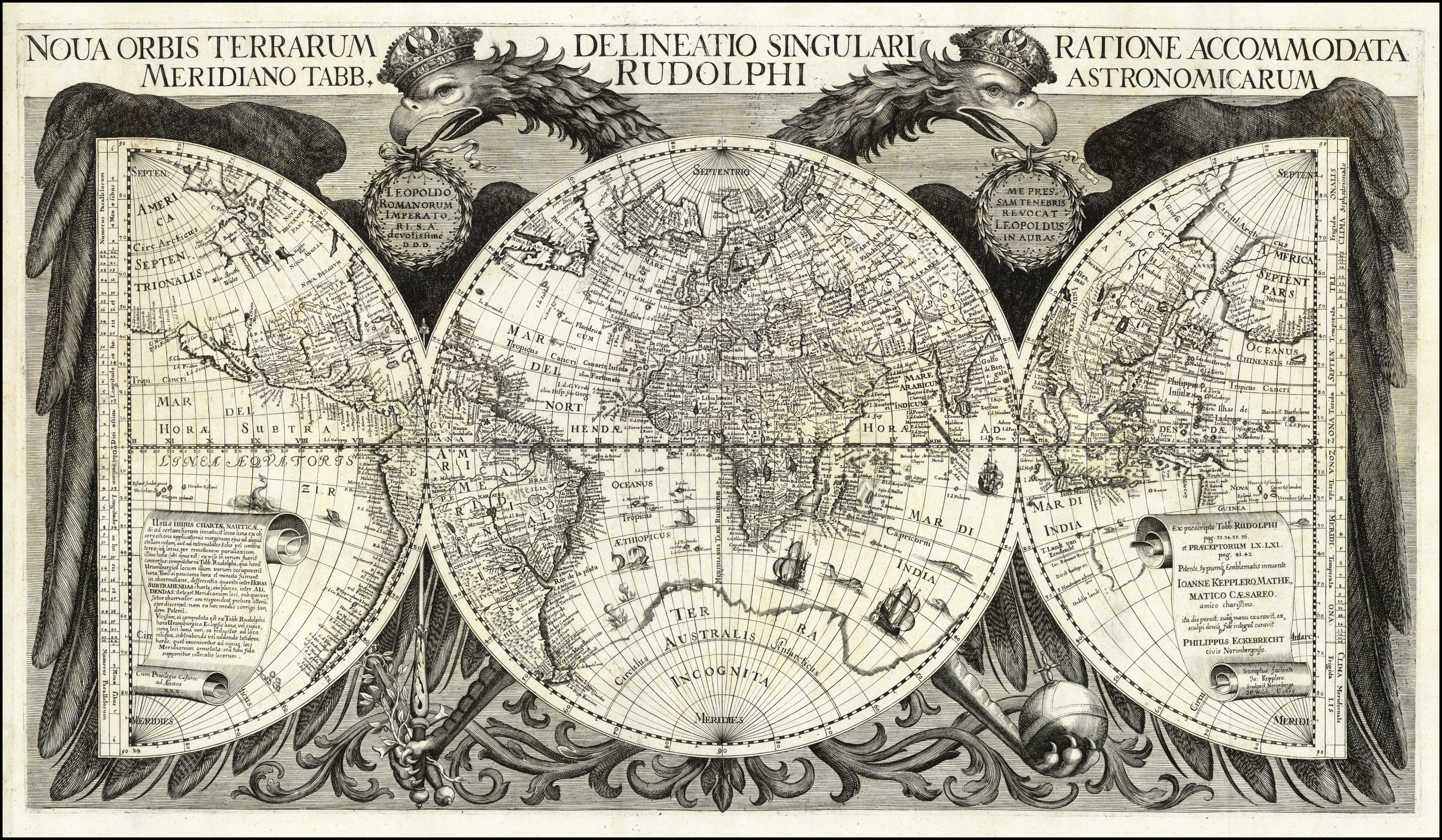
El mapa del món a partir de les Taules Rudolphines

El llibre, escrit en llatí, conté taules per a la posició de les 1.005 estrelles mesurades per Tycho Brahe, i més de 400 estrelles de Ptolemeu i Johann Bayer, amb indicacions i taules per localitzar la lluna i els planetes del Sistema Solar. S'hi inclouen taules de funcions de logaritmes (una eina computacional útil que havia estat descrita el 1614 per John Napier) i antilogaritmes, i exemples instructius per calcular posicions planetàries.
Per a la majoria de les estrelles, aquestes taules eren precises en un minut d'arc, i incloïen factors correctius per a la refracció atmosfèrica.
També es va incloure un mapa del món. Un desplaçament al panell inferior esquerre del mapa està inscrit amb instruccions sobre com utilitzar el mapa i una mesura de la distància lunar per calcular la longitud: s'indica que en observar la vora del disc de la Lluna en relació amb una estrella coneguda, o una luna lunar. eclipsi, és possible calcular la longitud al punt d'observació calculant l'hora local i comparant-la amb l'hora indicada a les taules. Per a això, Kepler necessitava que el seu mapa estigués el més actualitzat possible, i és destacable per ser un dels primers a mostrar els descobriments holandesos de la costa oest d'Austràlia, Eendracht Land i Dedels Land; Aquesta informació sembla ser extreta de la Nova Totius Terrarum Orbis Geographica ac Hydrographica Tabula de Jodocus Hondius II, publicada a Amsterdam el 1625. Hondius va derivar el seu coneixement geogràfic d'Austràlia a partir del mapa inèdit de l'oceà Índic de 1622 de Hessel Gerritz. Una escala de temps al llarg de l'equador al mapa de Kepler indica les hores que cal afegir o restar per determinar la longitud (una hora equival a 15 graus de longitud).

## Ús de les taules
Les taules eren prou precises per predir un trànsit de Mercuri observat per Pierre Gassendi el 1631 i un trànsit de Venus observat per Jeremiah Horrox el 1639. Adam Schall von Bell, jesuïta a la Xina, va utilitzar les taules per completar una reforma del calendari xinès el 1635.